# Odvážná Vaiana: Legenda o konci světa
Odvážná Vaiana: Legenda o konci světa (v anglickém originále Moana) je americký animovaný muzikálový film z roku 2016, produkovaný studiem Walt Disney Animation Studios. Je to 56. animovaný Disney film. Režie se ujali Ron Clements a John Musker, spolu-režírovali Don Hall a Chris Williams. Na hudbě k filmu se podíleli Lin-Manuel Miranda, Opetaia Foa'i a Mark Mancina. Své hlasy ve filmu poskytli Auli'i Cravalho, Dwayne Johnson, Rachel House, Temuera Morrison, Jemaine Clement, Nicole Scherzinger a Alan Tudyk.
Film byl oficiálně do kin uveden 23. listopadu 2016. Film získal velmi pozitivní recenze od kritiků a za první tři dny v kinech vydělal 47 milionů dolarů.

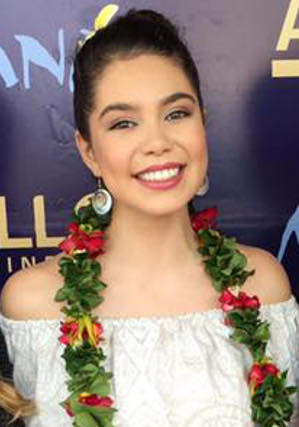
Auli'i Cravalho na premiéře filmu v Samoi v prosinci roku 2016

## Děj
Příběh začíná na ostrově Motunui, na kterém žijí lidé podle staré, havajské kultury. Náčelníkova dcera Vaiana (Moana - havajsky moře) od malička vyrůstá na příbězích své babičky, ve kterých polobůh Maui uloupil bohyni života a rostlin Te Fiti její srdce. Domníval se, že kdo srdce bude mít, získá moc tvořit. Pak se však střetl v líté bitvě s démonem lávy jménem Te Ka, přišel o srdce Te Fiti, o svůj magický hák a byl vypovězen na pustý ostrov do zapomnění. Jednou prý však někdo z lidu Motunui vypluje jako první po generacích za útesy ostrova, najde poloboha Mauiho, převeze ho přes oceán, vrátí Te Fiti její srdce a zachrání svět od kletby Te Ka.
Maličká Vaiana je legendami unešena a ze srdce jim věří. A když se pak jednoho dne přes zákaz rodičů vypraví na břeh a spatří překrásnou mušli, aby zachránila z ptačích spárů malou želvičku, nechá mušli uplavat. Oceán tak spatří její dobrou duši a svěří jí srdce Te Fiti. Ani ne čtyřletá Vaiana ho však ztratí a nevědomky ho tak svěří do opatrování své moudré babičce, matce náčelníka.
Od té chvíle Vaianě v mysli zakořenila myšlenka na oceán za útesy ostrova Motunui, na místo všem z lidu zapovězené. V jejím podvědomí stále zůstává vzpomínka na oživlý a laskavý oceán, jenž jí předal mnoha příšerami usilovně hledané srdce Te Fiti. Nakonec se Vaiana prostě smíří s myšlenkou na to, že ji volá obzor a oceán, a že na lákavé krásné plachetnice zkrátka nesmí.
Když ale následnice trůnu Motunui dospěje, udeří na ostrov kletba Te Ka. Ryby se z moře vytratí a rostliny začnou usychat a černat. Přežití lidu visí na vlásku. Nyní je už konečně na čase, aby se téměř dospělá Vaiana dozvěděla vše o svých odvážných prapředcích mořeplavcích, o tom, kdo má srdce Te Fiti, o tom, co se děje s ostrovem, o bájných schopnostech oceánu i o svém vlastním poslání. A to vše jí může říci pouze jediná osoba, a tou je babička Tala. Na ní teď je, aby si uvědomila včas co se děje a svěřila Vaianě dávné tajemství, než přijde její čas.
A tak se mladá dívka s obrovským břímě na bedrech vydává za útes, najít poloboha Mauiho a vrátit bohyni Te Fiti její srdce dříve, než bude pozdě.

## Obsazení
| Auli'i Cravalho     | Vaiana            |
| Louise Bush         | malá Moana (zpěv) |
| Dwayne Johnson      | Maui              |
| Rachel House        | babička Tala      |
| Temuera Morrison    | Tui Waialiki      |
| Christopher Jackson | Tui (zpěv)        |
| Nicole Scherzinger  | Sina Waialiki     |
| Jemaine Clement     | Tamatoa           |
| Alan Tudyk          | Heihei / osadník  |
| Oscar Kightley      | rybář             |
| Troy Polamalu       | osadník           |
| Puanani Cravalho    | osadník / Pua     |

### České znění
| Michaela Tomešová | Vaiana           |
| Klára Gibišová    | malinká Vaiana   |
| Martin Zounar     | Maui             |
| Ludmila Molínová  | babička Tala     |
| Petr Gelnar       | Tui Waialiki     |
| Jana Zenáhlíková  | Sina Waialiki    |
| Tomáš Racek       | Tamatoa          |
| Milan Slepička    | Heihei / osadník |
| David Voráček     | osadník          |
| Barbora Mošnová   | farmářka         |

Do češtiny film přeložil Vojtěch Kostiha a režie českého znění se ujal Zdeněk Štěpán.
Texty k českým verzím písní napsal Robin Král a hudební režii provedl Ondřej Izdný.

## Přijetí
Film byl oficiálně uveden do kin o víkendu po Dni díkuvzdání. Hrál se ve 3 875 kinech, ze kterých 80% bylo promítáno ve 3D. Za první tři dny byl plánován výdělek 50 milionů, za pět dní 75–85 milionů dolarů. Největší výzvou byl film Fantastická zvířata a kde je najít, kde projektovali výdělek za druhý víkend tu samou částku. První promítací den vydělal 15,68 milionů dolarů, což je nový rekord pro Walt Disney Animation Studios při premiéře ve středu (zlomil rekord filmu Ledové království). Na Den Díkuvzdání film získal 9,9 milionů dolarů a na Černý pátek 21,8 milionů dolarů.
Film získal pozitivní recenze od kritiků. Na recenzní stránce Rotten Tomatoes získal z 120 započtených recenzí 98 procent s průměrným ratingem 8 bodů z deseti. Na serveru Metacritic snímek získal z 41 recenzí 81 bodů ze sta. CinemaScore snímku udělil známku 1 na škále 1+ až 5. Na Česko-Slovenské filmové databázi snímek získal 83%.

### Ocenění
| Ocenění                                       | Datum ceremoniálu | Kategorie                                           | Nominovaní                                                                | Výsledek  |
| --------------------------------------------- | ----------------- | --------------------------------------------------- | ------------------------------------------------------------------------- | --------- |
| AARP Annual Movies for Grownups Awards        | 6. únor 2017      | Nejlepší film pro dospělé, kteří odmítají vyrůst    | Odvážná Vaiana: Legenda o konci světa                                     | nominace  |
| ACE Eddie Awards                              | 27. leden 2017    | Nejlepší střih v animovaném filmu                   | Jeff Draheim                                                              | nominace  |
| Alliance of Women Film Journalist             | 21. prosinec 2016 | Nejlepší animovaný film                             | Ron Clements, Don Hall, John Musker a Chris Williams                      | nominace  |
| Alliance of Women Film Journalist             | 21. prosinec 2016 | Nejlepší dabing – žena                              | Auli'i Cravalho                                                           | vítězství |
| Annie Awards                                  | 4. únor 2017      | Nejlepší animovaný film                             | Odvážná Vaiana: Legenda o konci světa                                     | nominace  |
| Annie Awards                                  | 4. únor 2017      | Nejlepší animované efekty v animované produkci      | Ian J. Coony, John M. Kosnik, Blair Pierpont, Erin V. Ramos a Marlon West | nominace  |
| Annie Awards                                  | 4. únor 2017      | Nejlepší návrh postavy v animované filmové produkci | Jin Kim a Bill Schwab                                                     | nominace  |
| Annie Awards                                  | 4. únor 2017      | Nejlepší příběh v animované filmové produkci        | Normand Lemay                                                             | nominace  |
| Annie Awards                                  | 4. únor 2017      | Nejlepší dabing v animované filmové produkci        | Auli'i Cravalho                                                           | vítězství |
| Annie Awards                                  | 4. únor 2017      | Nejlepší střih v animované filmové produkci         | Jeff Draheim                                                              | nominace  |
| Austin Film Critics Association               | 28. prosinec 2016 | Nejlepší animovaný film                             | Odvážná Vaiana: Legenda o konci světa                                     | nominace  |
| Billboard Music Awards                        | 21. května 2017   | Nejlepší soundtrack                                 | Odvážná Vaiana: Legenda o konci světa                                     | nominace  |
| Black Reel Awards                             | 16. únor 2017     | Nejlepší dabing                                     | Dwayne Johnson                                                            | nominace  |
| Filmová cena Britské akademie                 | 12. únor 2017     | Nejlepší animovaný film                             | Ron Clements a John Musker                                                | nominace  |
| Chicago Film Critics Association              | 15. prosinec 2016 | Nejlepší animovaný film                             | Odvážná Vaiana: Legenda o konci světa                                     | nominace  |
| Cinema Audio Society                          | 18. únor 2017     | Nejlepší zvuk ve filmu – animovaném filmu           | David Boucher, Scott Curtis, David E. Fluhr, Gabriel Guy a Paul McGrath   | nominace  |
| Cena Saturn                                   | 28. června 2017   | Nejlepší animovaný film                             | Odvážná Vaiana: Legenda o konci světa                                     | nominace  |
| Cena Grammy                                   | 28. ledna 2018    | Nejlepší soundtrack                                 | Odvážná Vaiana: Legenda o konci světa                                     | nominace  |
| Cena Grammy                                   | 28. ledna 2018    | Nejlepší píseň                                      | „How Far I'll Go“ – Lin-Manuel Miranda                                    | vítězství |
| Critics' Choice Movie Awards                  | 11. prosinec 2016 | Nejlepší animovaný film                             | Odvážná Vaiana: Legenda o konci světa                                     | nominace  |
| Critics' Choice Movie Awards                  | 11. prosinec 2016 | Nejlepší píseň                                      | „How Far I'll Go“ – Lin-Manuel Miranda                                    | nominace  |
| Dallas–Fort Worth Film Critics Association    | 13. prosinec 2016 | Nejlepší animovaný film                             | Odvážná Vaiana: Legenda o konci světa                                     | 3. místo  |
| Denver Film Critics Society                   | 16. leden 2017    | Nejlepší animovaný film                             | Odvážná Vaiana: Legenda o konci světa                                     | nominace  |
| Empire Awards                                 | 19. března 2017   | Nejlepší animovaný film                             | Odvážná Vaiana: Legenda o konci světa                                     | nominace  |
| Empire Awards                                 | 19. března 2017   | Nejlepší soundtrack                                 | Odvážná Vaiana: Legenda o konci světa                                     | nominace  |
| Florida Film Critics Circle                   | 23. prosinec 2016 | Nejlepší animovaný film                             | Odvážná Vaiana: Legenda o konci světa                                     | nominace  |
| Georgia Film Critics Association              | TBA               | Nejlepší animovaný film                             | Odvážná Vaiana: Legenda o konci světa                                     | nominace  |
| Golden Tomato Awards                          | 12. leden 2017    | Nejlepší uvedení do kin 2016                        | Odvážná Vaiana: Legenda o konci světa                                     | 10. místo |
| Golden Tomato Awards                          | 12. leden 2017    | Nejlepší animovaný film roku 2016                   | Odvážná Vaiana: Legenda o konci světa                                     | 4. místo  |
| Hollywood Music in Media Awards               | 17. listopad 2016 | Nejlepší původní skóré - animovaný film             | Mark Mancina                                                              | nominace  |
| Hollywood Music in Media Awards               | 17. listopad 2016 | Nejlepší píseň – animovaný film                     | „We Know the Way“ – Opetaia Foa'i, Mark Mancina a Lin-Manuel Miranda      | nominace  |
| Houston Film Critics Society                  | 6. leden 2017     | Nejlepší animovaný film                             | Odvážná Vaiana: Legenda o konci světa                                     | nominace  |
| Houston Film Critics Society                  | 6. leden 2017     | Nejlepší píseň                                      | „How Far I'll Go“ – Lin-Manuel Miranda                                    | nominace  |
| Kids' Choice Awards                           | 11. března 2017   | Nejlepší animovaný film                             | Odvážná Vaiana: Legenda o konci světa                                     | nominace  |
| Kids' Choice Awards                           | 11. března 2017   | Nejlepší hlas                                       | Dwayne Johnson                                                            | nominace  |
| Kids' Choice Awards                           | 11. března 2017   | Nejlepší nepřátelé                                  | Auli'i Cravalho a Dwayne Johnson                                          | nominace  |
| Kids' Choice Awards                           | 11. března 2017   | Nejlepší soundtrack                                 | Odvážná Vaiana: Legenda o konci světa                                     | nominace  |
| NAACP Image Awards                            | 11. únor 2017     | Nejlepší dabing                                     | Dwayne Johnson                                                            | nominace  |
| North Carolina Film Critics Association       | 2. ledna 2017     | Nejlepší animovaný film                             | Odvážná Vaiana: Legenda o konci světa                                     | nominace  |
| Online Film Critics Society                   | 3. leden 2017     | Nejlepší animovaný film                             | Odvážná Vaiana: Legenda o konci světa                                     | nominace  |
| Oscar                                         | 26. únor 2017     | Nejlepší animovaný film                             | Ron Clements, John Musker aOsnat Shurer                                   | nominace  |
| Oscar                                         | 26. únor 2017     | Nejlepší píseň                                      | „How Far I'll Go“– Lin-Manuel Miranda                                     | nominace  |
| Producers Guild of America                    | 28. leden 2017    | Nejlepší animovaný film                             | Osnat Shurer                                                              | nominace  |
| San Diego Film Critics Society                | 12. prosinec 2016 | Nejlepší animovaný film                             | Odvážná Vaiana: Legenda o konci světa                                     | nominace  |
| San Francisco Film Critics Circle             | 11. prosinec 2016 | Nejlepší animovaný film                             | Odvážná Vaiana: Legenda o konci světa                                     | nominace  |
| Satellite Awards                              | 19. únor 2017     | Nejlepší animovaný nebo namixovaný film             | Odvážná Vaiana: Legenda o konci světa                                     | nominace  |
| St. Louis Gateway Film Critics Association    | 18. prosinec 2016 | Nejlepší animovaný film                             | Odvážná Vaiana: Legenda o konci světa                                     | nominace  |
| St. Louis Gateway Film Critics Association    | 18. prosinec 2016 | Nejlepší soundtrack                                 | Odvážná Vaiana: Legenda o konci světa                                     | nominace  |
| St. Louis Gateway Film Critics Association    | 18. prosinec 2016 | Nejlepší píseň                                      | „How Far I'll Go“                                                         | nominace  |
| St. Louis Gateway Film Critics Association    | 18. prosinec 2016 | Nejlepší píseň                                      | „You're Welcome“                                                          | nominace  |
| Teen Choice Awards                            | 13. srpna 2017    | Nejlepší fantasy film                               | Odvážná Vaiana: Legenda o konci světa                                     | nominace  |
| Teen Choice Awards                            | 13. srpna 2017    | Nejlepší herec ve fantasy filmu                     | Dwayne Johnson                                                            | vítězství |
| Teen Choice Awards                            | 13. srpna 2017    | Nejlepší filmová herečka                            | Auli'i Cravalho                                                           | nominace  |
| Teen Choice Awards                            | 13. srpna 2017    | Objev roku                                          | Auli'i Cravalho                                                           | vítězství |
| Visual Effects Society Awards                 | 7. únor 2017      | Nejlepší vizuální efekty v animovaném filmu         | Hank Driskill, Ian Gooding, Nicole P. Hearon a Kyle Odermatt              | nominace  |
| Visual Effects Society Awards                 | 7. únor 2017      | Nejlepší animované vystoupení v animovaném filmu    | Maui – Mack Kablan, Nikki Mull, Matthew Schiller a Marc Thyng             | nominace  |
| Visual Effects Society Awards                 | 7. únor 2017      | Nejlépe vytvořené prostředí v animovaném filmu      | Motonui Island – Rob Dressel, Andy Harkness, Brien Hindman a Larry Wu     | vítězství |
| Visual Effects Society Awards                 | 7. únor 2017      | Nejlepší efektové simulace v animovaném filmu       | Marc Henry Bryant, David Hutchins, John M. Kosnik a Dale Mayeda           | vítězství |
| Washington D.C. Area Film Critics Association | 5. prosinec 2016  | Nejlepší animovaný film                             | Odvážná Vaiana: Legenda o konci světa                                     | nominace  |
| Washington D.C. Area Film Critics Association | 5. prosinec 2016  | Nejlepší dabing                                     | Auli'i Cravalho                                                           | nominace  |
| Village Voice Film Poll                       | 6. leden 2017     | Nejlepší animovaný film                             | Odvážná Vaiana: Legenda o konci světa                                     | 8. místo  |
| Women Film Critics Circle                     | 19. prosinec 2016 | Nejlepší animovaný film                             | Odvážná Vaiana: Legenda o konci světa                                     | vítězství |
| Zlatý glóbus                                  | 8. leden 2017     | Nejlepší animovaný film                             | Odvážná Vaiana: Legenda o konci světa                                     | nominace  |
| Zlatý glóbus                                  | 8. leden 2017     | Nejlepší píseň                                      | „How Far I'll Go“ – Lin-Manuel Miranda                                    | nominace  |